# Roland Corporation
Roland Corporation (ローランド株式会社, Rōrando Kabushiki Kaisha) é um fabricante japonês multinacional de instrumentos musicais, equipamentos eletrônicos e software, fundado em Osaka, no dia 18 de abril de 1972, pelo engenheiro e mecânico de órgãos musicais Ikutaro Kakehashi. A Roland também usa outras marcas como Edirol, BOSS, Cakewalk, Rodgers e Roland Systems Group.

### Softwares
- Music Creator 5
- Sonar X1 (versão contemporânea do Cakewalk)[2]